# Supermarine Sea Lion II
El Supermarine Sea Lion II fue un hidrocanoa de carreras británico construido por Supermarine Aviation Works. Diseñado por Reginald Mitchell, el Sea Lion II fue una modificación del Sea King II de Supermarine. Estaba propulsado por un motor Napier Lion de 340 kW (450 hp).
Inscrito en la competición del Trofeo Schneider de 1922 en Nápoles, estaba planeado que el Sea Lion II pudiera alcanzar una velocidad de 260 km/h. Compitió contra dos aviones italianos. El piloto de pruebas de Supermarine, Henry Biard, voló el avión y consiguió la victoria con una velocidad media de 234,5 km/h, el primer éxito de un avión británico en una competición internacional después de la Primera Guerra Mundial.
El Sea Lion II fue renombrado Sea Lion III para el concurso de 1923, después de que Mitchell modificara el diseño, y fue remotorizado.

## Diseño y desarrollo

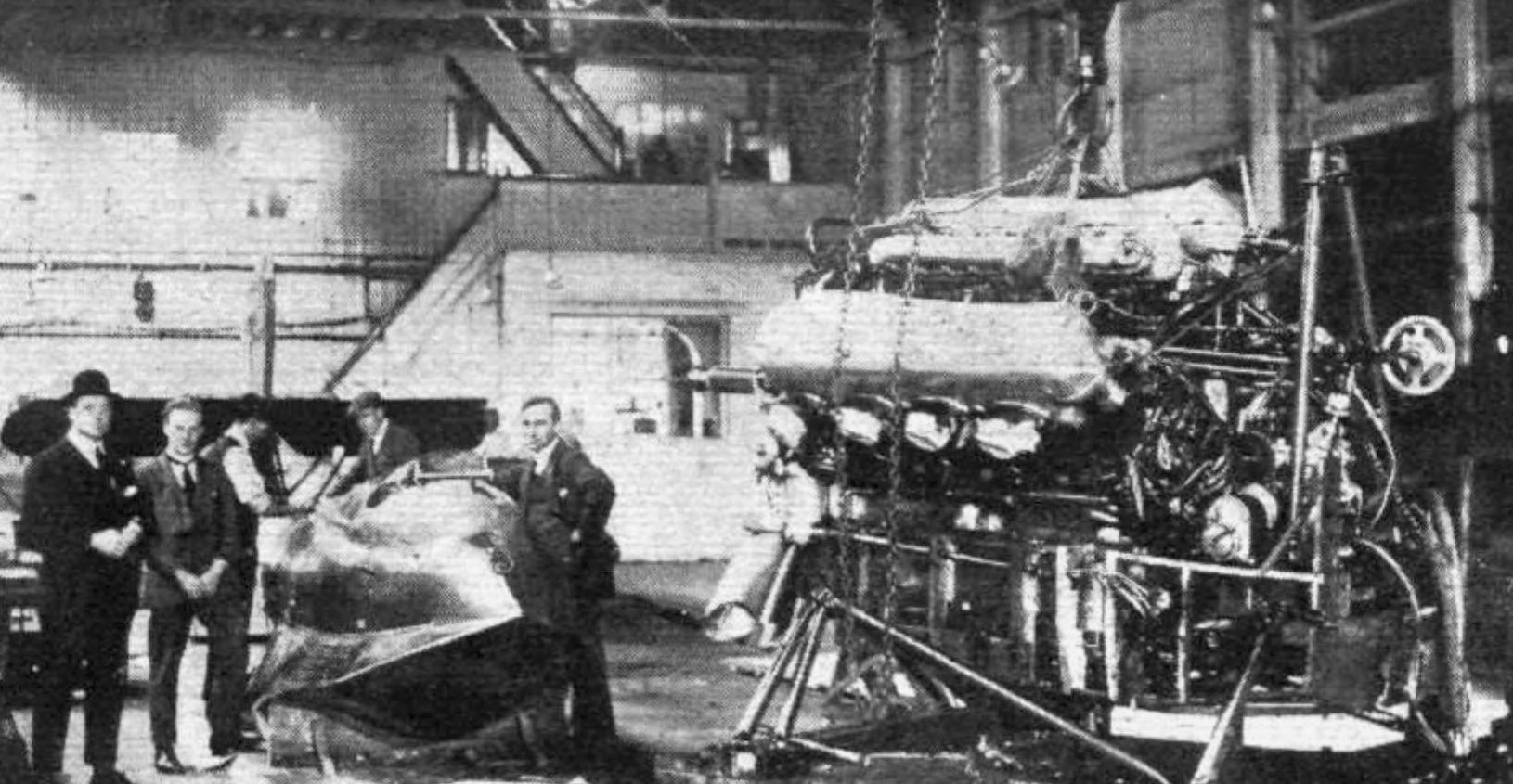
El casco y el motor Napier Lion del Sea Lion II durante su construcción.

La carrera del Trofeo Schneider para hidroaviones e hidrocanoas había sido ganada por Italia en 1920 (por un hidroavión Savoia S.19, el único avión que tomó parte en la reunión) y nuevamente en 1921 por un Macchi M.7, en otra carrera sin oposición. Una tercera victoria italiana consecutiva daría como resultado que el trofeo fuera retenido permanentemente por Italia. La compañía aeronáutica británica Supermarine Aviation Works compitió en el concurso de 1922 con un proyecto autofinanciado, a diferencia de los proyectos italiano y francés, que fueron patrocinados por sus respectivos gobiernos. El participante británico fue financiado de forma privada por el director general de Supermarine, Hubert Scott-Paine, con la ayuda de Napier (que proporcionó el motor del avión), Shell (que donó el combustible gratuitamente) y Castrol (que proporcionó a Supermarine los lubricantes necesarios).
Supermarine desarrolló un hidrocanoa de carreras como una modificación de su caza Sea King II, un biplano anfibio monoplaza propulsado por un motor Hispano Suiza de 220 kW (300 hp) en configuración propulsora que había volado por primera vez en 1921. El Sea King II tenía un diseño similar al del Supermarine Sea Lion I que había competido en la carrera del Trofeo Schneider de 1919, siendo el mismo una versión modificada del anterior Supermarine Baby, un hidrocanoa de caza de la Primera Guerra Mundial. En comparación con el Sea Lion I, el nuevo avión tenía una forma del casco más refinada, una cola de diseño diferente y una hélice que tenía cuatro palas, en lugar de dos.
El Sea King II fue modificado en las instalaciones de la compañía en Woolston, Southampton, por el diseñador jefe e ingeniero jefe de Supermarine, Reginald Mitchell, que incorporó un motor Napier Lion de 340 kW (450 hp) prestado por Napier. El nuevo motor resultó en un aumento de potencia del 50 %; Mitchell esperaba que el nuevo avión pudiera alcanzar una velocidad de 260 km/h, lo que, de lograrse, lo convertiría en el avión británico más rápido hasta la fecha. Sus modificaciones en el timón y en el empenaje hicieron que fuera necesario reforzar el casco, añadiendo una capa extra de tela barnizada y estirada alrededor de la estructura. El Sea Lion II fue matriculado como G-EBAH.

## Historia operacional
El Sea Lion II participó en la carrera del Trofeo Schneider de 1922, que tuvo lugar en Nápoles el 12 de agosto de 1922, después de que los italianos adelantaran dos semanas la fecha inicial de la carrera. Los fuertes vientos limitaron el tiempo disponible para que el avión pudiera realizar pruebas de vuelo en Inglaterra. El avión fue desmontado antes de ser colocado en cajas y transportado hasta Nápoles a bordo del SS Philomel, sin cargos. El Sea Lion II compitió contra dos aviones italianos, un Macchi S.7 y un Savioa S.19, y dos participantes franceses que no lograron tomar la salida. El recorrido constaba de 13 vueltas, cada una de 28,5 km; durante los entrenamientos, ninguno de los equipos demostró sus verdaderas capacidades. La carrera, que tuvo lugar en un día inusualmente caluroso, transcurrió sin incidentes. El Sea Lion II fue pilotado por Henry Biard, que ganó la carrera a una velocidad promedio de 234,5 km/h, y tardó un minuto y medio menos en completar el recorrido que el avión que quedó en segundo lugar, pilotado por Alessandro Passaleva. La victoria fue el primer éxito posterior a la Primera Guerra Mundial de un avión británico en una competición internacional; generó publicidad para Supermarine y demostró el "toque mágico" de Mitchell al modificar la estructura del avión para mejorar el rendimiento del mismo que se había originado a partir de un diseño anterior.
Para la Schneider Race de 1923, que se celebró en Cowes, en la isla de Wight, el Sea Lion II fue rediseñado y equipado con un nuevo motor Napier Lion de 410 kW (550 hp). Fue rebautizado como Supermarine Sea Lion III.

## Operadores
Reino Unido
- Real Fuerza Aérea
- Supermarine Aviation Works

## Especificaciones
Referencia datos: Supermarine Aircraft since 1914

### Características generales
- Tripulación: Uno (piloto)
- Longitud: 7,5 m (24,7 ft)
- Envergadura: 9,8 m (32 ft)
- Superficie alar: 35,7 m² (384,3 ft²)
- Peso vacío: 959 kg (2113,6 lb)
- Peso cargado: 1293 kg (2849,8 lb)
- Planta motriz: 1× motor lineal W12 refrigerado por agua Napier Lion II.
  - Potencia: 340 kW (469 HP; 462 CV)
- Hélices: De cuatro palas de madera de paso fijo

### Rendimiento
- Velocidad máxima operativa (Vno): 260 km/h (162 MPH; 140 kt)
- Alcance: 3 h

## Aeronaves relacionadas

### Secuencias de designación
- Secuencia S._ (interna de Supermarine): S.1 - S.2 - S.3 - S.4 - S.5 →